# The Courier – Tödlicher Auftrag
The Courier – Tödlicher Auftrag ist ein britischer Actionfilm von Zackary Adler aus dem Jahr 2019. Die Hauptrollen spielen Olga Kurylenko, Gary Oldman, Amit Shah und William Moseley.

## Handlung
Ezekiel Mannings, ein wohlhabender New Yorker Geschäftsmann und Gangsterboss, dem die Justiz bisher nichts anhaben konnte, steht unter Hausarrest, da er angeblich einen Mord begangen hat. Der einzige Zeuge des Mordes, Nick Murch, wird in London unter Polizeischutz in einen gesicherten Raum gebracht, wo er über eine Online-Verbindung zur Gerichtsverhandlung zugeschaltet werden und seine Aussage machen soll. Eine nicht namentlich genannte Motorradkurierin parkt in der Tiefgarage des Gebäudes und bringt einen Koffer mit der Ausrüstung zum Aufbau der Online-Verbindung zu den wartenden Polizisten. Während die leitende Interpol-Agentin Simmonds die Kurierfahrerin durchsucht, öffnet einer der Polizisten den Koffer und beginnt, die Verbindung aufzubauen, als Cyanid-Gas aus dem Koffer austritt und alle Polizisten tötet. Einzig Murch bleibt unbehelligt, da er kurz zuvor die Toilette aufgesucht hat. Simmonds entpuppt sich als Verräterin, zieht eine Gasmaske über und versucht, die Kurierin zu töten, doch diese schlägt Simmonds nieder und entkommt mit Murch in den Flur. Dort kommt es zum Schusswechsel mit Simmonds, die tödlich verwundet ihrem Auftraggeber, FBI-Agent Bryant, vom Scheitern ihrer Mission berichtet, während die Kurierin und Murch in die Tiefgarage entkommen.
Der ebenfalls von Mannings bezahlte Bryant hat inzwischen die Tiefgarage vom Kontrollraum aus abgeriegelt und lässt die Parkebenen von einem Killerteam durchkämmen. Er kontaktiert seinen Chef, Special Agent Roberts, der ankündigt, dass eine Sondereinheit des FBI in einer Stunde eintreffen wird. Dies ist die Zeitspanne, die Bryant bleibt, um Murch zu finden und zum Schweigen zu bringen, andernfalls muss er sich gegenüber dem wütenden Mannings verantworten, den er immer wieder telefonisch über den aktuellen Stand informiert.
Die Kurierin, die sich als ehemalige Special-Operations-Soldatin herausstellt, versucht, mit Murch einen Ausweg aus der Tiefgarage zu finden, immer auf der Flucht vor den Killern. Als sie versuchen, über das Dach zu entkommen, wird Murch von Bryants bestem Mann, einem Scharfschützen, angeschossen und blutet stark. Die Kurierin versteckt ihn in einem geparkten Fahrzeug und macht sich auf, nach und nach Bryants Männer zu erschießen oder im Nahkampf zu töten. Schließlich wird sie von einer kleinen Drohne des Scharfschützen-Killers verfolgt, die auf sie schießt. Eben als sie die Drohne zerstört, fällt sie in die Hände des Killers. Bryant, dem die Zeit davonläuft, will sie vom Killer überfahren lassen, da sie Murchs Versteck nicht preisgibt. Im letzten Moment verlässt dieser sein Versteck, um seine Beschützerin zu retten. Diese kann sich befreien und den Killer töten, indem sie ihm mit einem Scheibenwischer die Kehle herausreißt, während Murch Bryant mit einem Messer verletzt. Kurz bevor dieser den Zeugen erschießt, wird er von der Kurierin mit ihrem Motorrad gegen eine Betonstrebe geschleudert und stirbt.
Die Kurierin schafft den schwer verletzten Murch noch rechtzeitig ins Krankenhaus. In der Zwischenzeit wird Mannings von Roberts festgenommen mit der Aussicht auf eine lange Gefängnisstrafe, da der Zeuge noch lebt. Roberts besucht Murch im Krankenhaus. Dort wird klar, dass auch er auf Mannings Gehaltsliste steht, denn er erhält von ihm telefonisch den Auftrag, Murch endlich zu beseitigen. Als Roberts das Krankenzimmer betritt, wird er von der Kurierin und Murch mit vorgehaltenen Waffen in Empfang genommen.

## Kritik
Das Lexikon des internationalen Films vergibt einen von fünf Sternen und bemängelt, dass der Film „zu wenig inszenatorische Raffinesse hat, um seiner bald auf der Stelle tretenden Story Schwung zu geben.“

## Hintergrund
Neben der 99-minütigen Fassung des Films, die von der FSK keine Jugendfreigabe erhielt, existiert eine um eine Minute gekürzte Version, die von der FSK ab 16 Jahren freigegeben wurde. Die gekürzte Version wurde am 12. Juni 2021 im ZDF gezeigt.